# Bab er Rouah

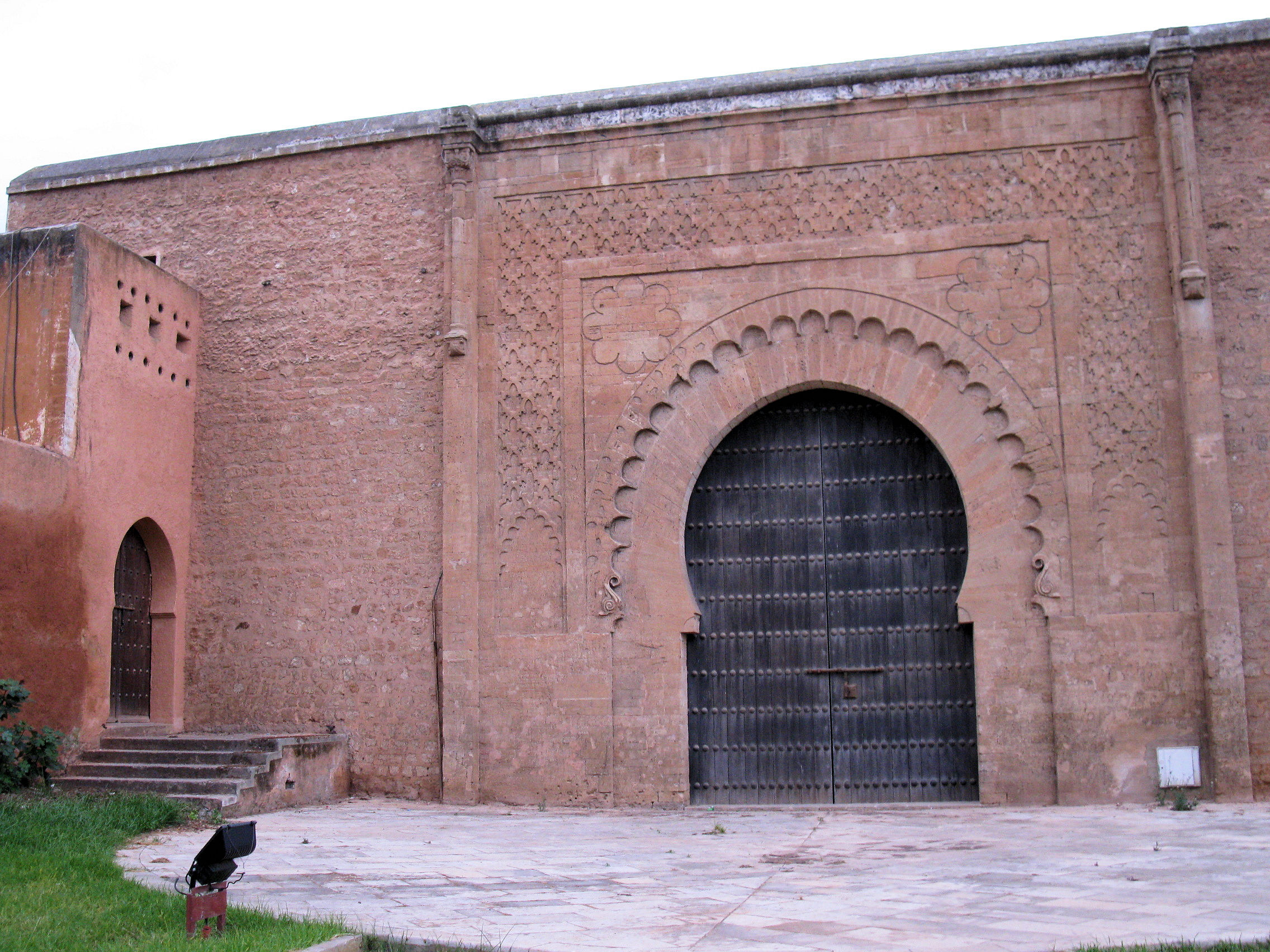
Bab er Rouah, Innenseite

Das Bab er Rouah oder Bab Rouah (arabisch باب الرواح, DMG Bāb ar-Rawāḥ) in der marokkanischen Hauptstadt Rabat gehört zu den bedeutendsten Sehenswürdigkeiten der Stadt und des ganzen Landes. Zusammen mit anderen historischen Bauten Rabats zählt es seit dem Jahr 2012 zum UNESCO-Welterbe.

## Etymologie
Der aus dem Arabischen stammende Name des Tores wird in der Regel mit „Tor des Windes“ übersetzt, doch ist in dieser Hinsicht noch einiges unklar.

## Lage
Das Bab er Rouah befindet sich in der südwestlichen Seite der almohadischen Stampflehm-Stadtmauer in der Nähe des Königspalasts.

## Geschichte
Das Bab er Rouah wurde im Jahr 1197 im Auftrag des Almohaden-Sultans Abū Yūsuf Yaʿqūb al-Mansūr (reg. 1184–1199) erbaut. Es blieb über Jahrhunderte weitgehend unversehrt, wurde jedoch sowohl während der französischen Protektoratszeit (1912–1956) als auch nach der Unabhängigkeit Marokkos in geringem Umfang restauriert.

## Architektur und Baudekor
Der zur Gänze aus Sandstein (auch Bruchstein) errichtete und im Grundriss nahezu quadratische Torbau ist – trotz hintereinander liegendem Ein- und Ausgang – zur besseren Verteidigung im Innern abgewinkelt. Er ist etwa 8 m hoch, die Breite der beiden Schaufassaden beträgt ebenfalls ungefähr 8 m; die Außenfassade wird von zwei schmucklosen vorspringenden Bastionen gerahmt.
Äußerer Torbogen
Der eigentliche Torbogen war ca. 5 m hoch und als – im Scheitel leicht angespitzter – Hufeisenbogen ausgebildet; er wurde aber teilweise vermauert. Er wird von einem Vielpassbogen aus sich überschneidenden Bögen überfangen, die zu den Seiten in schlangenartigen Formen enden; ein weiterer Rahmen aus geschwungenen und gestreckten Platten umgibt den ersten. Ein weiterer Vielpassbogen mit einem komplizierten Außenrahmen schließt sich an. Die verbleibenden Zwickel sind mit äußerst flachem abstrahiertem Blatt- und Rankenwerk ausgelegt; lediglich die beiden Muschelornamente, die als Zeichen für „Wasser“ und „Fruchtbarkeit“, aber auch für das „Paradies“ verstanden werden können, treten plastisch hervor. Die äußere, insgesamt nahezu quadratische, Bogenrahmung (alfiz) zeigt wiederkehrende Ornamentformen; den oberen Abschluss bilden zwei einfache Gesimse. Seitlich davon befinden sich über das Tor hinausragende Konsolen, die auf kleinen eingestellten Säulchen ohne tragende Funktion aufruhen.
Innerer Torbogen
Der innere Torbogen scheint insgesamt besser erhalten (Hufeisenbogen mit Alfiz-Rahmung), ist aber insgesamt deutlich weniger verziert: So finden sich den seitlichen Bogenzwickeln nur leicht reliefierte Achtpässe; der äußere Rahmen zeigt ein potentiell unendliches gestrecktes Rautenmuster (sebka), welches sich aus überschneidenden gezackten Bogenlinien entwickelt. Die seitlichen Konsolen enden in Traufhöhe.

## Galerie
Das nicht immer geöffnete Innere des Tores dient einer staatlichen Galerie zu Schau- und Veranstaltungszwecken; meist werden bei freiem Eintritt moderne Gemälde und/oder Teppiche bzw. Keramiken etc. gezeigt.